# Pizza havaiana

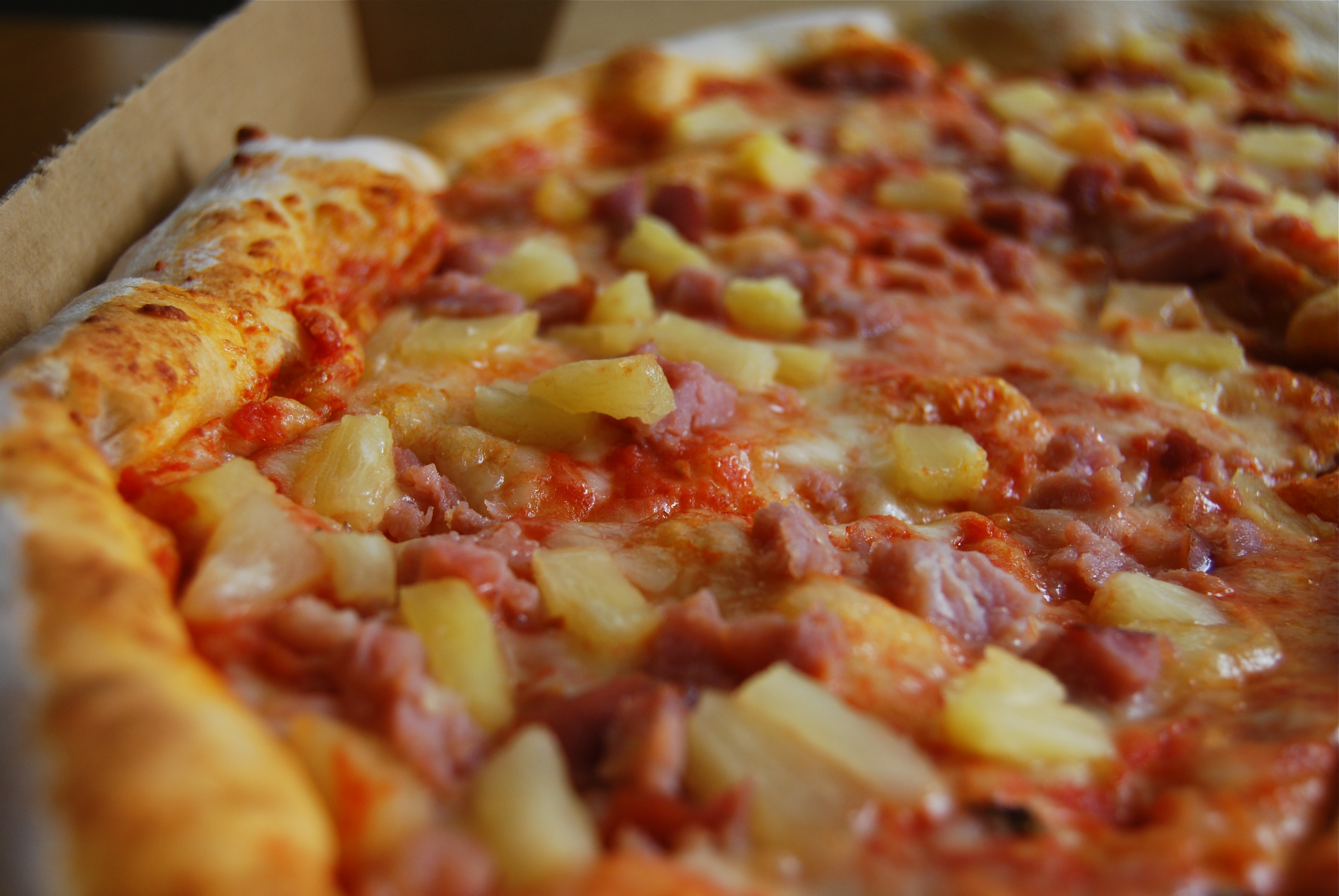
Pizza havaiana com pedaços de abacaxi

Pizza havaiana é uma pizza coberta com molho de tomate, queijo, abacaxi, lombo canadense ou presunto. Algumas versões incluem pimentas, cogumelos, bacon ou pepperoni. Abacaxi como cobertura de pizza divide a opinião pública: A pizza havaiana foi a pizza mais popular na Austrália em 1999, contado por 15% da venda da pizza. e uma revisão de 2015 de independente do Reino Unido os entregadores que operam através da Just Eat descobriram que a pizza havaiana era a mais comumente disponível. No entanto, um levantamento de 2016 nos Estados Unidos, fizeram os adultos tinham abacaxi nas três primeiras coberturas de pizza preferidas, à frente de anchovas e cogumelos.